# Lijst van voetbalinterlands Aruba - Barbados
Deze lijst van voetbalinterlands is een overzicht van alle officiële voetbalwedstrijden tussen de nationale teams van Aruba en Barbados. De landen speelden tot op heden zeven keer tegen elkaar. De eerste ontmoeting, een kwalificatiewedstrijd voor het Wereldkampioenschap voetbal 2002, werd gespeeld in Oranjestad op 1 april 2000. Het laatste duel, een kwalificatiewedstrijd voor het Wereldkampioenschap voetbal 2026, vond plaats op 4 juni 2025 in Wildey.

## Wedstrijden
| № | Plaats     | Datum             | Competitie                      | Wedstrijd        | Uitslag |
| - | ---------- | ----------------- | ------------------------------- | ---------------- | ------- |
| 1 | Oranjestad | 1 april 2000      | WK 2002 kwalificatie            | Aruba – Barbados | 1 – 3   |
| 2 | Bridgetown | 16 april 2000     | WK 2002 kwalificatie            | Barbados – Aruba | 4 – 0   |
| 3 | Paramaribo | 8 april 2001      | Caribbean Cup 2001 kwalificatie | Barbados − Aruba | 5 − 2   |
| 4 | Bridgetown | 27 september 2012 | Caribbean Cup 2012 kwalificatie | Barbados − Aruba | 2 − 1   |
| 5 | Oranjestad | 10 juni 2015      | WK 2018 kwalificatie            | Aruba − Barbados | 0 − 2   |
| 6 | Bridgetown | 14 juni 2015      | WK 2018 kwalificatie            | Barbados − Aruba | 0 − 3   |
| 7 | Wildey     | 4 juni 2025       | WK 2026 kwalificatie            | Barbados − Aruba | 1 − 1   |

## Samenvatting
| Competitie                 | Totaal gespeeld | Winst Aruba | Gelijk | Winst Barbados | Doelsaldo Aruba – Barbados |
| -------------------------- | --------------- | ----------- | ------ | -------------- | -------------------------- |
| WK-kwalificatie            | 5               | 1           | 1      | 3              | 5 − 10                     |
| Caribbean Cup-kwalificatie | 2               | 0           | 0      | 2              | 3 − 7                      |
| Totaal                     | 7               | 1           | 1      | 5              | 8 − 17                     |